# Сільський Семен Петрович
Семен Петрович Сільський (1924—2004) — учасник Другої світової війни, командир батареї 101-го мінометного полку 7-ї артилерійської дивізії 46-ї армії 2-го Українського фронту, Герой Радянського Союзу, старший лейтенант.

## Біографія
Народився в сім'ї службовців. Єврей. Член КПРС з 1943 року. Закінчив 10 класів. З 1941 року працював секретарем райкому комсомолу в Барнаулі. В РСЧА з 1942 року. У 1943 році закінчив Лепельське військове мінометне училище.
У діючій армії з квітня 1943 року. У бою 5 грудня 1944 року в районі села Сінателен (на південь від Будапешта, Угорщина) в числі перших на плоту переправився через Дунай. У ході переправи коригував вогонь по вогневих точках противника, що заважали просуванню стрілецьких підрозділів. Рухаючись у бойових порядках стрільців, вогнем мінометів знищив 2 станкових кулемети, протитанкові гармати і до двох взводів піхоти супротивника. Брав участь у відбитті 3 ворожих контратак. Звання Героя присвоєно 24 березня 1945 року.
З 1946 року офіцер-вихователь Московського артилерійського підготовчого училища. У 1952 році закінчив Військово-політичну академію імені Леніна. З 1963 — у запасі. У 1963-1972 роках викладав у МІБІ імені В.В. Куйбишева. З 1979 року — заступник директора Центрального міжвідомчого інституту підвищення кваліфікації керівників будівництва при МІБІ імені В.В. Куйбишева.
Похований у Москві на Кузьмінському кладовищі.

## Нагороди
- Указом Президії Верховної Ради СРСР від 24 березня 1945 року за зразкове виконання бойових завдань командування на фронті боротьби з німецько-фашистськими загарбниками і проявлені при цьому мужність і героїзм старшому лейтенанту Сільському Семену Петровичу присвоєно звання Героя Радянського Союзу з врученням ордена Леніна і медалі «Золота Зірка» (№ 8018).
- Нагороджений орденом Червоного Прапора, трьома орденами Вітчизняної війни 1-го ступеня, орденами Червоної Зірки, «Знак Пошани», медалями. Кандидат історичних наук (1968 рік).
- Орден Дружби народів (18 серпня 1994 року) — за великий внесок у підготовку висококваліфікованих кадрів для будівництва[2].

## Пам'ять
Ім'я увічнене на Меморіалі Слави в місті Барнаулі, на Мамаєвому кургані у Волгограді і в Залі слави на Поклонній горі в Москві.